# Патрахальцев, Николай Кириллович
Николай Кириллович Патрахальцев — советский военный деятель, генерал-майор.

## Биография
Родился в 1908 году в Киеве. Член КПСС с 1931 года.
С 1925 года — на хозяйственной, общественной и политической работе. В 1925—1968 гг. — чернорабочий на различных строительных предприятиях в Киеве, печатник-литограф в 6-й Государственной типографии Киева, заведующий отделением «Союзпечати» Ленинского района Киева, красноармеец, командир пулемётного взвода 153-го стрелкового полка 51-й стрелковой дивизии Киевского ВО, командир сапёрно-маскировочного взвода Киевского ВО, советник в отряде 14-го (партизанского) корпуса Республиканской армии Испании, старший советник командира того же корпуса, преподаватель разведывательно-диверсионной подготовки разведчиков для работы в тылу врага, в том числе в Болгарии, начальник 10-го отдела 1-го управления ГРУ, заместитель начальника Спецотделения «А» Разведупра РККА, участник боев на Халхин-Голе, участник советско-финской войны, сотрудник резидентуры РУ РККА в Бухаресте, заместитель начальника, начальник Особой оперативной группы Разведупра ГШ РККА, резидент нелегальной резидентуры ГРУ «Патрас» в Словении, член советской военной миссии при Главном штабе войск Народно-освободительной армии Югославии, сотрудник резидентуры ГРУ — КИ в Буэнос-Айресе (инспектор по транспорту Торгпредства СССР), руководитель подготовки кадров для диверсионных и партизанских формирований, начальник 3-го направления 5-го Управления ГРУ Генштаба ВС СССР, начальник 161-го Центра подготовки специалистов разведки.
Умер в Москве в 1998 году.